# Киселёв, Степан Олегович
Степа́н Оле́гович Киселёв (род. 3 ноября 1986, Киселёвск, Кемеровская область) — российский легкоатлет, бегун на длинные дистанции, двукратный Чемпион России по марафону (2017, 2019). Победитель Московского (2018) и Казанских марафонов (2019, 2021).

## Биография
Степан Киселёв родился 3 ноября 1986 года в Киселёвске, Кемеровской области. С 1993 по 2003 год учился в киселёвской школе № 25. Параллельно с этим, Степан ходил в ДХШ №9 с 1994 по 2003 год. После окончания школы, учился в КузГТУ. Начиная с 2008 года активно начал выступать на международной арене по лёгкой атлетике.
До лёгкой атлетики, Степан занимался прыжками в длину, играл в шахматы, увлекался музыкой. С 12 лет начал заниматься бегом у тренера Евгения Власова. В 1999 году выиграл свой первый забег на 1000 м в Новокузнецке на соревнованиях «Шиповка юных». В 11 классе выполнил взрослый разряд по лёгкой атлетике. Во время студенческой жизни продолжал развиваться физически. После переезда в Кемерово Степан тренировался у Виктора Макарьева. С 2007 года тренировался у Геннадия Суворова. После неудачного Чемпионата Европы, на котором занял 28 место, начал заниматься у Сергея Иванова. На Кубке Европы в 2008 году Степан занял 8 место. В 2011 году перешёл к тренеру Михаилу Кузнецову. После ряда неудачных забегов, Киселёв начал активно развиваться для марафонской дистанции. Несмотря на абсолютный упор развитию марафона, Степан занял 2 место на Чемпионате России в 2012, пробежав дистанцию 5км.
После ЧР 2012 года, Степан начал активно бегать марафонские дистанции.

## Спортивные достижения
| Год  | Соревнование                 | Время   | Место | Примечание                             |
| ---- | ---------------------------- | ------- | ----- | -------------------------------------- |
| 2024 | Чемпионат России по марафону | 2:15:25 | 4     |                                        |
| 2023 | Чикагский марафон            | 2:13:26 | 20    |                                        |
| 2022 | Московский марафон           | 2:14:48 | 2     |                                        |
| 2021 | Казанский марафон            | 2:19:05 | 1     |                                        |
| 2021 | Сочи Автодром 2021           | 2:13:32 | 2     |                                        |
| 2019 | Казанский марафон            | 2:12:56 | 1     | Чемпион России по марафону 2019 года   |
| 2019 | Московский полумарафон       | 1:03:59 | 1     |                                        |
| 2018 | Московский марафон           | 2:15:25 | 1     |                                        |
| 2018 | Волгоградский марафон        | 2:13:17 | 2     | Чемпионат России по марафону 2018 года |
| 2018 | Сочинский полумарафон        | 1:02:57 | 1     |                                        |
| 2017 | Чемпионат России по марафону | 2:14:36 | 1     |                                        |
| 2012 | Чемпионат России 2012        |         | 2     | Бег на 5000 метров                     |